# 畢架山一號
畢架山一號（英語：One Beacon Hill）是位於香港九龍城區筆架山的一個豪華住宅，地址為九龍塘筆架山道1號，於2004年落成，發展商為長江實業。屋苑沿碧景林路興建，兩個出入閘口分別位於筆架山道及義德道。屋苑原址為九龍仔軍人宿舍，根據地政總署賣地記錄，長江實業於1999年6月以32.4億港元投得該地，地段編號為新九龍內地段第6277號，用途為住宅（丙類），主要用作低密度及低層的純住宅發展，面積為41,578平方米。

## 屋苑
屋苑由合共16幢樓高8至15層（不設4樓、13樓及14樓）物業組成，合共提供604個單位，單位建築面積由1,277至2,900平方呎（實用面積：976平方呎 - 2306平方呎）。除第1至3座呈一字排向歌和老街外，其餘13座物業呈「S」形排列，減低樓與樓之間的壓迫感，單位景觀也較有保障。高層向南或東南的單位，除了可俯瞰整個九龍塘低密度住宅區，遠眺維多利亞港，更可以觀賞維港煙花景色。向東單位望內園會所，高層望鯉魚門海峽及啟德機場對開海景；至於向西南至西北的單位，則外望山景。

## 設施
屋苑依山而建，綠化地帶面積佔八成共36萬平方呎，特設三大主題的歐陸式園林，分別是「奧地利仙樂園」、「法國藝術花園」及「英國宮廷園藝林」。住客會所大樓是1幢樓高3層的獨立建築物，佔地9萬方呎，耗資一億元興建，以瑞士溫泉酒店（Therme Vals）做設計藍本。設施包括近30米長的水族館、連接室內外的61米長游泳池、水療室、按摩池、美容水療儀器、健身室、名酒鑑賞室及電影院等，照顧不同住客需要。
會所擺放不少來自世界各地的雕塑，包括名為 Orphee柯飛的夢1.2米高人物雕塑，是法國名師 Marie-Madeleine Gautier的傑作。另有藝術品及德國名畫家Stefan Szczesny的畫作《Flowers on Stripes》及《Red Flowers》。
屋苑亦提供684個泊車位，當中包括住客車位、訪客車位、充電車位、無障礙(殘疾人士)車位，車位與住客單位為1比1.1，車位供應充足，另設35個電單車位。

## 名人業主或住客
畢架山一號的業主或住客（過去或現在）包括：
- 前食物及衞生局局長高永文醫生[9]
- 藝人邱淑貞[10]
- 藝人吳家樂[11]

## 交通
港鐵
- █  東鐵綫、 █  觀塘綫：九龍塘站 (步行10分鐘)

居民巴士KR51線：
每日0700-2000由畢架山一號開出（繁忙時間每20分鐘一班；非繁忙時間每60分鐘一班）前往港鐵九龍塘站。乘客必須持有效的畢架山一號住戶智能咭或外傭智能咭方可乘搭居民巴士，所有乘客上車時必須拍咭。全車最多接載司機1人及乘客29人。

## 爭議
- 2004年7月：承建商未獲地政總署同意砍伐屋苑範圍內250多棵樹木，結果當局拒絕發出滿意紙，業主未能如期收樓[12]。其後地政總署向發展商索償3,200萬港元及銀行擔保之200萬港元，發展商於翌日繳清，當局才發出滿意紙[13]。
- 2005年9月：未能如期收樓的業主入稟法院索償。有業主認為發展商以「1元車位」作賠償的和解協議是誤導，香港高等法院於2009年底裁定有關和解協議屬無效。另有7名業主獲香港消費者委員會訴訟基金協助，追討延期收樓的損失，案件仍在處理中[14]。
- 2010年9月：畢架山一號業主立案法團對長實旗下的高衛物業管理有限公司（簡稱:高衛）物業管理質素不滿，並指衛生環境惡劣，通過罷免發展商旗下的物業管理公司[15][16]。其後公開招標招聘合約物業管理公司，曾於2011年1月11日改為第一太平戴維斯管理，2014年再公開招標招聘合約物業管理公司，2014年10月1日起由富城物業管理有限公司管理。[17]
- 2011年4月：4名業主入稟法院，指屋苑入伙7年來外牆滲水問題仍未解決，要求發展商賠償[18]。
- 2013年4月15日：消費者委員會早前以消費者訴訟基金協助一羣購買了「畢架山一號」住宅物業的小業主，向發展商在高等法院及區域法院提出民事訴訟的案件，已於去年在發展商向所有原告人賠償全數索償金額連利息後獲得終結，與訟雙方最終就這些案件達成和解，受助消費者可說大獲全勝[19]。

## 業主僭建事件
- 2010年5月19日，第3座地下B室連兩平台的業主涉違公契，屋宇署發出清拆令，業主一直未有遵從清拆令，更向管理公司提反申索，投訴管理公司於外牆做滲水測試時，濺壞了他放在平台的鮑魚花膠，索償20萬元。管理公司於2007年5月入稟區域法院【案件編號﹕DCCJ3409/07】。區院法官頒下判辭，裁定180日內清拆僭建，判1,000元象徵式賠鮑魚花膠，並要伍氏管理公司負擔九成訟費。[20]
- 2012年7月4日，新任食物及衞生局局長高永文被揭發頂層的寓所有僭建天台玻璃屋及涉嫌違規打通兩個單位，高永文證實2004年入伙後確曾在天台加建玻璃屋，但他留意到近年市民對住宅加建問題的關注，已在2012年5月委託承建商拆除玻璃屋。他又承認自行拆除寓所內牆壁，將C及D室兩個單位打通，據他理解該幅牆並非主力牆，已於6月29日委託認可人士到寓所視察，並與屋宇署聯絡確定有否牴觸法例，正等候回覆。他就僭建事件向公眾道歉。[21]